# Zalo
Zalo(ザロ)は、ベトナムのIT企業VNGが開発したモバイルメッセージアプリ。2012年8月にベータ版がリリースされ、11月に正式版がリリースされた。

## 概要
Zaloは、「Zing」とベトナム語で「もしもし」を意味する「Alo」を組み合わせて名付けられた。同社のブランド名は「Zing Game」、「Zing Mp3」、「Zing Me」などこれまではすべて「Zing」を冠し統一されており、当初は「Zing Talk」を予定していたが、「モバイルファースト」戦略として、名前も一新し"古きを脱ぎ捨て、新しいものに力強く立ち向かって行く"ことを象徴し「Zalo」と決定された。VNGでは、社運をかけ「Zalo」構築のために「Zing Me」などの同社の他のプロジェクトチームのメンバーの移動も行ったため、「Zing Me」のアップデートが一時行われなかったこともある。Zaloチームのスタッフ数は約80名。半数がエンジニアで、その他、マーケティング、デザイン、ビジネス開発、サポート部門を要する。コンセプトは、コミュニケーションを前面に出すことで、エンターテイメントに強いLINE、ソーシャル性にたけた「KakaoTalk」と差別化を図っている。チームは、もっとも消費者が重要視する要素はコミュニケーション性だと判断した。コミュニケーション的要素をしっかり確立したうえで、ゲームなどの他の機能を充実させたい意向である。

## 機能
Zaloのコミュニケーション要素で特徴的なのは、海外のアプリでは主要な機能ではない恋愛、教育、イベントといった特定のトピックに関するグループチャット機能があることだ。その他、写真機能はもちろんのこと、ベトナム市場専用のスタンプが多く用意され、WeChatにも見られる近くにいる人を見つける検索機能、マイクロブログを通じ、友達やセレブをフォローする機能など。

## シェア
人口9000万人近いベトナムのモバイル市場は大きく、現在Facebookが参入しているが寡占状態には至っておらず、メッセージアプリ市場がシェアを競っていたが、2016年現在では、Zaloが2013年にAndroid版、iOS版、Symbian版でモバイルメッセージアプリの大規模なアップデートをリリースしVIPマイクロブログ機能を付与、Retina対応アプリのアイコンを付け加えたことから、FacebookとZing Meに対して優位に立っている。2012年8月にベータ版をリリースし、わずか5カ月後の2013年1月末現在で50万人を超えるユーザーを獲得した。